# Carsten Thomas Ebenroth
Carsten Thomas Ebenroth (* 10. Dezember 1943 in Pleschen; † 13. April 2013 in Hegne) war ein deutscher Rechtswissenschaftler.

## Leben
Ebenroth wuchs in einem Arzthaushalt in Nienburg auf. Nach dem Abitur in Hannover studierte er an der Technischen Universität Berlin und der Freien Universität Berlin. 1968 legte er die erste juristische Staatsprüfung und die Diplomhauptprüfung Betriebswirtschaftslehre ab. 1969 wurde er an der TU Berlin zum Dr. rer. pol. promoviert, 1971 bei Wilhelm Wengler an der FU Berlin zum Dr. iur. Nach einer Tätigkeit als Wirtschaftsprüfer absolvierte er 1972 seine zweite juristische Staatsprüfung. Im selben Jahr übernahm er eine Assistenzprofessur an der FU Berlin. 1972 habilitierte er sich bei Wilhelm Wengler an der FU.
1978 war er für die Center Transnational Corp./UN in New York tätig sowie Mitglied des Board Baurs-Krey Assoc. Inc. New York. 1981 war er Counsellor bei Whitman & Ransom New York, 1982 Richter am OLG Karlsruhe im Nebenamt sowie Vize-Präsident Hotz-AG Flims (CH).
Nach Vertretungsprofessuren an der Christian-Albrechts-Universität zu Kiel und der Justus-Liebig-Universität Gießen erhielt er 1976 einen Ruf an die Universität Konstanz auf den Lehrstuhl für Bürgerliches Recht, Wirtschaftsrecht, Steuerrecht, Internationales Privatrecht und Rechtsvergleichung. Im Jahr 1980/81 war er Dekan der Juristischen Fakultät. Er war stellvertretender Leiter des Sonderforschungsbereichs Internationalisierung der Wirtschaft, der von Ökonomen und Juristen getragen wurde und leitete das Zentrum für internationale Wirtschaft.
1992 wurde Asha-Rose Migiro, Vize-Generalsekretärin der Vereinten Nationen bei ihm promoviert.
Nach einem Unfall wurde Ebenroth 1997 krankheitsbedingt emeritiert.

## Schriften
- "Das Auskunftsrecht des Aktionärs", 1970 (Dissertation rer. pol.)
- "Die Kontrollrechte der GmbH-Gesellschafter", 1971 (Dissertation jur.)
- "Die verdeckten Vermögenszuwendungen im transnationalen Unternehmen", 1979 (Habilitationsschrift)
- "Absatzmittlungsverträge im Spannungsverhältnis von Kartell- und Zivilrecht" 1980
- "Code of Conduct" 1987
- "Erbrecht" 1992
- "Gewerbliche Schutzrechte und Marktaufteilung im Binnenmarkt der Europäischen Union", 1974, zusammen mit Wolfgang Hübschle
- "Französisches Wettbewerbs- und Kartellrecht im Markt der Europäischen Union" 1995, zusammen mit Strittmatter
- "Das Wettbewerbs- und Kartellrecht Großbritanniens" 1996, Ebenroth u. a.
- "Kommentar HGB" Bd. 1f. 2001f, zusammen mit Karlheinz Boujong, Detlev Joost